# Cissé (Vienne)
Cissé is een gemeente in het Franse departement Vienne (regio Nouvelle-Aquitaine) en telt 1977 inwoners (1999). De plaats maakt deel uit van het arrondissement Poitiers.

## Geografie
De oppervlakte van Cissé bedraagt 16,9 km², de bevolkingsdichtheid is 117,0 inwoners per km².

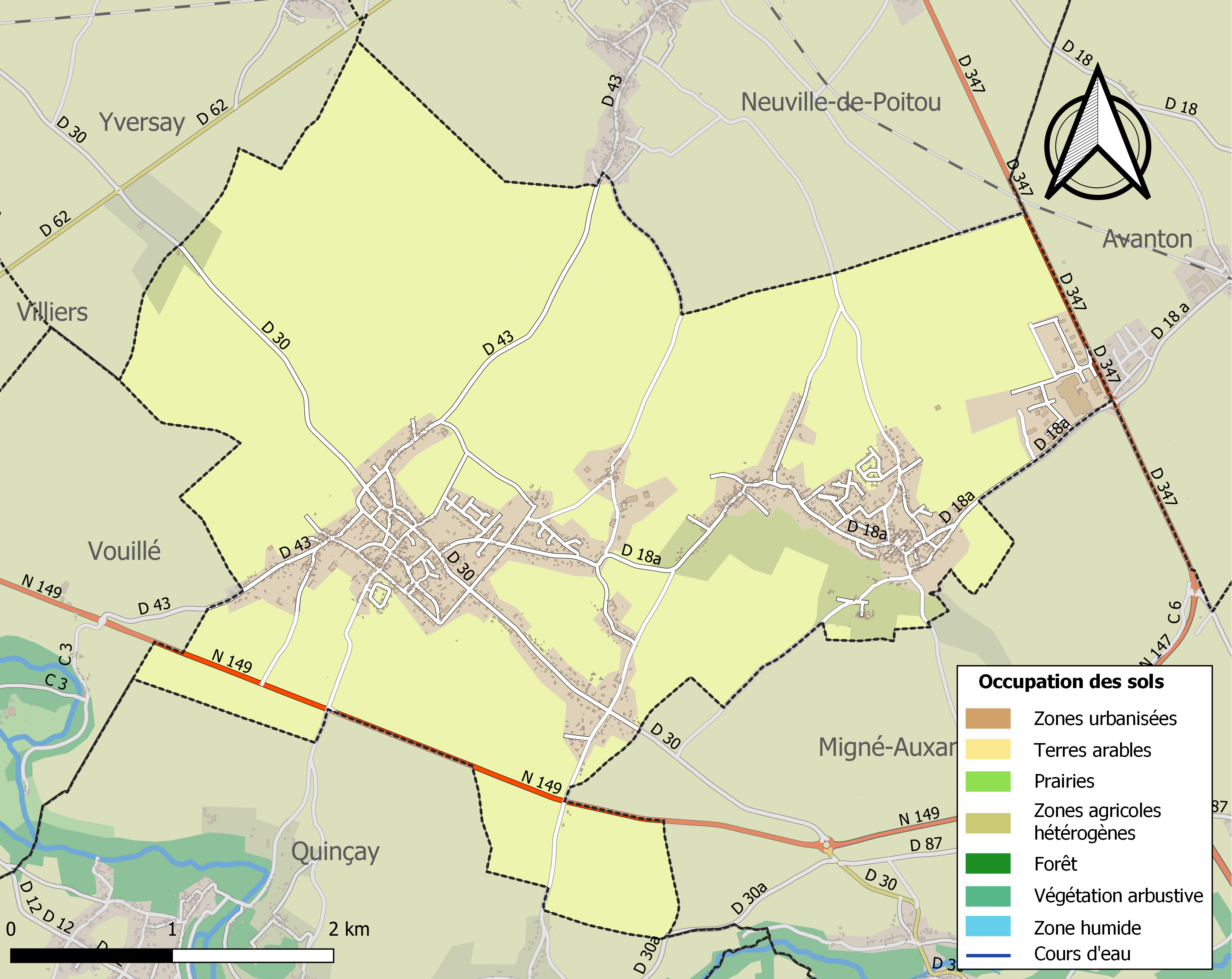
Kaart van de gemeente met de belangrijkste infrastructuur, bodemgebruik en omliggende gemeenten

## Demografie
Onderstaande figuur toont het verloop van het inwonertal (bron: INSEE-tellingen).